# شهرستان کوچیز (آریزونا)
شهرستان کوچیز یکی از شهرستان‌های جنوب‌شرقی آریزونا است. با مساحتی ۱۶٫۱۰۶٫۵ کیلومتری مربع، جمعیتی معادل ۱۳۱٫۳۴۶ نفر را در خود جای داده.
این شهرستان در ۱ فوریه ۱۸۸۱ رسماً تشکیل شد.

## پیوند
- وب‌گاه رسمی